# Francesco Toldo
Francesco Toldo (2. prosinec 1971, Padova, Itálie) je bývalý italský fotbalový brankář, který naposledy působil v Interu Milán.

## Klubová kariéra
Toldo začínal v klubu AC Milan, jenže si za něj nepřipsal jediný start. Celé tři roky strávil na hostování v menších italských klubech. Toldo poté podepsal Fiorentině, kde byl osm let velkou hvězdou. S Violou vyhrál dvakrát Italský fotbalový pohár a zahrál si i Liga mistrů. Fiorentina však v této době čelila bankrotu a dobře placený Toldo se v roce 2001 musel stěhovat do Interu. V milánském klubu byl brankářskou jedničkou až do léta roku 2005, kdy ho z této pozice vytlačil Júlio César. Pozici prvního gólmana týmu získal zpět v únoru roku 2006 po špatných výkonech Júlia Césara a poté, co podepsal nový kontrakt do roku 2009. Vyvrátil tak spekulace o možném odchodu do jednoho z bývalých klubů. V roce 2010 se v pozici gólmanské dvojky dočkal triumfu v Lize mistrů a následně oznámil konec své bohaté kariéry. Zajímavostí Toldovi kariéry je moment z října roku 2002, kdy vstřelil vyrovnávací gól v domácím zápase proti Juventusu. V poslední minutě utkání se vydal do šestnáctky při výhodě rohového kopu. Míč se ve skrumáži odrazil až k Toldovi a ten vyrovnal na 1-1.

## Hráčská statistika
| Sezóna  | Klub       | Liga     | Liga   | Liga       | Ligové poháry | Ligové poháry | Ligové poháry | Kontinentální poháry | Kontinentální poháry | Kontinentální poháry | Celkem | Celkem |
| Sezóna  | Klub       | Soutěž   | Zápasy | Obdr. Góly | Soutěž        | Zápasy        | Góly          | Soutěž               | Zápasy               | Góly                 | Zápasy | Góly   |
| ------- | ---------- | -------- | ------ | ---------- | ------------- | ------------- | ------------- | -------------------- | -------------------- | -------------------- | ------ | ------ |
| 1990/91 | Verona     | Serie B  | 0      | -0         | IP            | 0             | -0            | -                    | 0                    | -0                   | 0      | -0     |
| 1991/92 | Trento     | Serie C2 | 38     | -24        | -             | 0             | -0            | -                    | 0                    | -0                   | 38     | -24    |
| 1992/93 | Ravenna    | Serie C1 | 31     | -21        | -             | 0             | -0            | -                    | 0                    | -0                   | 31     | -21    |
| 1993/94 | Fiorentina | Serie B  | 33     | -14        | IP            | 5             | -2            | -                    | 0                    | -0                   | 38     | -16    |
| 1994/95 | Fiorentina | Serie A  | 34     | -56        | IP            | 5             | -6            | -                    | 0                    | -0                   | 39     | -62    |
| 1995/96 | Fiorentina | Serie A  | 34     | -41        | IP            | 8             | -3            | -                    | 0                    | -0                   | 42     | -44    |
| 1996/97 | Fiorentina | Serie A  | 32     | -40        | IP+IS         | 2+1           | -4+ -1        | PVP                  | 8                    | -7                   | 43     | -52    |
| 1997/98 | Fiorentina | Serie A  | 34     | -36        | IP            | 3             | -4            | -                    | 0                    | -0                   | 37     | -40    |
| 1998/99 | Fiorentina | Serie A  | 33     | -39        | IP            | 10            | -8            | UEFA                 | 4                    | -4                   | 47     | -51    |
| 1999/00 | Fiorentina | Serie A  | 34     | -38        | IP            | 3             | -1            | LM                   | 13                   | -14                  | 50     | -53    |
| 2000/01 | Fiorentina | Serie A  | 32     | -48        | IP            | 6             | -3            | UEFA                 | 2                    | -5                   | 40     | -56    |
| 2001/02 | Inter      | Serie A  | 33     | -35        | IP            | 1             | -2            | UEFA                 | 9                    | -7                   | 43     | -44    |
| 2002/03 | Inter      | Serie A  | 32     | -37        | IP            | 1             | -2            | LM                   | 18                   | -19                  | 51     | -58    |
| 2003/04 | Inter      | Serie A  | 32     | -35        | IP            | 2             | -2            | LM+UEFA              | 6+5                  | -11+ -6              | 45     | -54    |
| 2004/05 | Inter      | Serie A  | 30     | -28        | IP            | 2             | -0            | LM                   | 9                    | -11                  | 41     | -39    |
| 2005/06 | Inter      | Serie A  | 9      | -5         | IP+IS         | 4+1           | -1+ -0        | LM                   | 5                    | -5                   | 19     | -11    |
| 2006/07 | Inter      | Serie A  | 6      | -4         | IP+IS         | 8+1           | -7+ -3        | LM                   | 2                    | -2                   | 17     | -16    |
| 2007/08 | Inter      | Serie A  | 3      | -1         | IP            | 5             | -6            | LM                   | 0                    | -0                   | 8      | -7     |
| 2008/09 | Inter      | Serie A  | 3      | -4         | IP            | 3             | -5            | LM                   | 1                    | -0                   | 7      | -9     |
| 2009/10 | Inter      | Serie A  | 0      | -0         | IP            | 3             | -1            | LM                   | 0                    | -0                   | 3      | -1     |
| Celkem  | Celkem     | Celkem   | 482    | -506       | -             | 80            | -70           | -                    | 88                   | -84                  | 638    | -658   |

## Reprezentační kariéra
Koncem roku 2004 měl Toldo na svém kontě 28 zápasu za Italskou fotbalovou reprezentaci, přestože měl konkurenci v prvotřídních bránkářích jakými byli například Gianluigi Buffon, Gianluca Pagliuca nebo Angelo Peruzzi. Když si Buffon v přátelském zápase proti Norsku (pouze osm dní před zahájením EURO 2000) zlomil ruku, byl to právě Francesco Toldo, kdo ho nahradil. Toldo pomohl Itálii až do finále, ve kterém ale podlehla Francii. V semifinále proti Nizozemsku chytil pokutový kop v průběhu regulérní hrací doby a pak další dva v penaltovém rozstřelu. Ve finále však selhal při střele Silviana Wiltorda za stavu, kdy Itálie vedla 1-0 a byla tak blízko vítězství. Francie nakonec vyhrála v prodloužení v gólem Davida Trézégueta.
Toldo chytal za reprezentační tým i na dalších velkých turnajích. Konec v reprezentaci oznámil po Mistrovství Evropy ve fotbale 2004.

### Statistika na velkých turnajích
| Reprezentace | Rok     | Zápasy                      | Zápasy | Zápasy     | Zápasy           | Zápasy           | Zápasy            |
| Reprezentace | Rok     | Fáze turnaje                | Datum  | Soupeř     | Odehraných minut | Vstřelené branky | Výsledek          |
| ------------ | ------- | --------------------------- | ------ | ---------- | ---------------- | ---------------- | ----------------- |
| Itálie       | ME 1996 | Neodehrál žádné ze 3 utkání |        |            |                  |                  |                   |
| Itálie       | MS 1998 | Neodehrál žádné ze 5 utkání |        |            |                  |                  |                   |
| Itálie       | ME 2000 | 1 zápas ve skupině          | 11. 6. | Turecko    | 90               | 0                | 2:1               |
| Itálie       | ME 2000 | 2 zápas ve skupině          | 14. 6. | Belgie     | 90               | 0                | 2:0               |
| Itálie       | ME 2000 | 3 zápas ve skupině          | 19. 6. | Švédsko    | 90               | 0                | 2:1               |
| Itálie       | ME 2000 | Čtvrtfinále                 | 24. 6. | Rumunsko   | 90               | 0                | 2:0               |
| Itálie       | ME 2000 | Semifinále                  | 29. 6. | Nizozemsko | 120              | 0                | 0:0 (3:1) na pen. |
| Itálie       | ME 2000 | Finále                      | 2. 7.  | Francie    | 103              | 0                | 1:2 v (prodl.)    |
| Itálie       | MS 2002 | Neodehrál žádné ze 4 utkání |        |            |                  |                  |                   |
| Itálie       | ME 2004 | Neodehrál žádné ze 3 utkání |        |            |                  |                  |                   |

## Hráčské úspěchy

### Klubové
- 5× vítěz 1. italské ligy (2005/06, 2006/07, 2007/08, 2008/09, 2009/10)
- 1× vítěz 2. italské ligy (1993/94)
- 5× vítěz italského poháru (1995/96, 2000/01, 2004/05, 2005/06, 2009/10)
- 4× vítěz italského superpoháru (1996, 2005, 2006, 2008)
- 1× vítěz ligy mistrů UEFA (2009/10)

### Reprezentační
- 2× na MS (1998, 2002)
- 3× na ME (1996, 2000 – stříbro, 2004)
- 1× na ME U21 (1994 – zlato)

### Individuální
- All Stars team na ME (2000)
- 1x nejlepší brankář v lize (2000)
- 1x v All Stars team podle ESM (2001/02)
- člen síně slávy Interu (2019)

### Vyznamenání
Řád zásluh o Italskou republiku (2000)